# Koški
Koški (znanstveno ime Cyathus) so rod gliv iz družine gnezdark (Nidulariaceae).

## Seznam koškov Slovenije[2]
- gladki košek (Cyathus olla)
- govnov košek (Cyathus stercoreus)
- črtkani košek (Cyathus striatus)